# Trechaleidae
Trechaleidae (grego: τρηχαλέος, "grosseiro", "rude", "selvagem") é uma família de aranhas araneomorfas, parte da grande superfamília Lycosoidea.

## Descrição
Todas as espécies conhecidas da família Trechaleidae ocorrem na América Central e América do Sul, com excepção da espécie Shinobius orientalis que é endémica no Japão.
A familia Trechaleidae integra 117 espécies descritas repartidas por 16 géneros:
- Amapalea Silva & Lise, 2006(Brasil)
- Barrisca Chamberlin & Ivie, 1936 (América do Sul)
- Caricelea Silva & Lise, 2007(Peru)
- Dossenus Simon, 1898 (América do Sul)
- Dyrines Simon, 1903 (América do Sul)
- Enna O. P-Cambridge, 1897 (México até à Venezuela)
- Heidrunea Brescovit & Höfer, 1994 (Brasil)
- Hesydrus Simon, 1898 (América Central, América do Sul)
- Neoctenus Simon, 1897 (Sur América)
- Paradossenus F. O. P.-Cambridge, 1903 (América do Sul)
- Paratrechalea Carico, 2005 (América do Sul)
- Rhoicinus Simon, 1898 (América do Sul)
- Shinobius Yaginuma, 1991 (Japão)
- Syntrechalea F. O. P.-Cambridge, 1902 (América Central)
- Trechalea Thorell, 1869 (EUA até ao Peru)
- Trechaleoides Carico, 2005 (América do Sul)